# Prusinowice (województwo mazowieckie)
Prusinowice – wieś w Polsce położona w województwie mazowieckim, w powiecie pułtuskim, w gminie Świercze. Ma status sołectwa.
Prywatna wieś szlachecka położona była w drugiej połowie XVI wieku w powiecie nowomiejskim ziemi zakroczymskiej województwa mazowieckiego. W latach 1975–1998 miejscowość położona była w województwie ciechanowskim.
Znajduje się tam pomnik 17 poległych żołnierzy w wojnie polsko-bolszewickiej gdzie co roku w rocznicę bitwy o Warszawę odbywa się plenerowa msza.